# Biker Boyz
Pour plus de détails, voir Fiche technique et Distribution.
Biker Boyz est un film américain réalisé par Reggie Rock Bythewood (en), sorti en 2003.

## Synopsis
Le club des Black Knights réunit l'élite des motards californiens sous la houlette de l'invincible Smoke. Champion du hors-piste, ce dernier règne en maître sur cette petite collectivité.
Un jour, un jeune rival se nommant Kid demande à intégrer le club. Âgé de 18 ans, il a perdu son père six mois plus tôt et se cherche. Détrôner Smoke lui permettrait de rebondir et de s'imposer dans le milieu des bikers.
Mais Smoke refuse au jeune ambitieux l'entrée des Black Knights. Kid crée alors son propre club, les Biker Boyz. Une compétition serrée s'engage alors…

## Fiche technique
Sauf indication contraire, les informations mentionnées dans cette section peuvent être confirmées par les bases de données cinématographiques IMDb et Allociné,  présentes dans la section « Liens externes ».
- Titre original et français : Biker Boyz
- Réalisation : Reggie Rock Bythewood (en)
- Scénario : Reggie Rock Bythewood et Craig Fernandez, d'après un article de Michael Gougis
- Musique : Camara Kambon
- Direction artistique : Michael Atwell
- Décors : Cecilia Montiel
- Costumes : Rita McGhee
- Photographie : Greg Gardiner
- Son : Steve Bartkowicz, Harry Cohen, Marc Fishman, Kenneth L. Johnson, Susumu Tokunow, Gregory H. Watkins
- Montage : Caroline Ross et Terilyn A. Shropshire
- Production : Stephanie Allain (en), Gina Prince-Bythewood et Erwin Stoff (en)
  - Production déléguée : Don Kurt
  - Production associée : Paul Garnes, Roee Sharon et Tammy Thomas-Garnes
  - Assistant production associée : Andrew P. Brown
- Sociétés de production : 3 Arts Entertainment, présenté par DreamWorks Pictures
- Sociétés de distribution : DreamWorks Distribution (États-Unis) ; United International Pictures (France)
- Budget : 24 millions USD[1],[2]
- Pays de production :  États-Unis
- Langue originale : anglais
- Format : couleur (Technicolor) — 35 mm — 1,85:1 (Panavision) — son DTS / Dolby Digital / SDDS
- Genre : action, drame
- Durée : 110 minutes
- Dates de sortie[3] :
  - États-Unis, Canada : 31 janvier 2003
  - France : 30 juillet 2003[4]
- Classification[5] :
  - États-Unis : accord parental recommandé, film déconseillé aux moins de 13 ans (PG-13 - Parents Strongly Cautioned)[N 1]
  - France : tous publics[6]

## Distribution
- Laurence Fishburne (VF : Pascal Renwick) : Smoke
- Derek Luke (VF : Bruno Henry) : Kid
- Orlando Jones (VF : Frantz Confiac) : Soul Train
- Brendan Fehr : Stuntman
- Meagan Good (VF : Géraldine Asselin) : Tina
- Lisa Bonet (VF : Martine Meirhaeghe) : Queenie
- Rick Gonzalez (VF : Christophe Lemoine) : Primo
- Kid Rock (VF : Jérôme Pauwels) : Dogg
- Djimon Hounsou (VF : Jean-Paul Pitolin) : Motherland
- Larenz Tate (VF : Pascal Casanova) : Wood
- Salli Richardson-Whitfield : Half and Half
- Eriq La Salle : Slik Will
- Terrence Howard : Chu Chu
- Melissa De Sousa (en) : Sheila
- Vanessa Bell Calloway (VF : Anne Jolivet) : Anita
- Titus Welliver (VF : Patrick Floersheim) : Max
- Dante Basco (VF : Anatole Thibault) : Philly
- Kadeem Hardison : T.J.

Source et légende : Version française (VF) sur AlloDoublage

## Accueil

### Accueil critique
Le film a reçu un accueil défavorable de la critique. Il obtient un score moyen de 36 % sur Metacritic.

## Éditions en vidéo
En France, le film Biker Boyz est sorti en DVD le 25 mai 2004 et ressorti en DVD le 3 août 2006. Par la suite, le film est sorti en VOD le 30 mai 2022.